# Достучаться до небес (фильм)
«Достуча́ться до небе́с» (англ. Knockin’ On Heaven’s Door, дословно — «Стучась в райские врата», то есть находясь на пороге смерти) — культовый немецкий кинофильм 1997 года сценариста и режиссёра Томаса Яна о двух мужчинах, которым ставят смертельный диагноз, в результате чего они угоняют машину с миллионом немецких марок в багажнике и покидают больницу. Название происходит от знаменитой одноимённой песни Боба Дилана, которая звучит в фильме в исполнении немецкой группы Selig.
Теглайн: «Ein schnelles Auto, 1 Million Mark im Kofferraum und nur noch eine Woche zu leben» (Быстрый автомобиль, миллион марок в багажнике и всего одна неделя жить).

## Сюжет
Двое молодых людей — не особо заморачивающийся правилами Мартин Брест и законопослушный Руди Вурлитцер — пройдя обследование в больнице, узнают, что у них рак: у Мартина неоперабельная опухоль мозга, а у Руди саркома кости на завершающей стадии. Они оказываются в одной палате. Во время разговора распятие, висящее над их кроватями, внезапно падает на тумбочку, в которой оказывается бутылка текилы. Новоиспечённые друзья распивают её, а заодно выясняют, что Руди никогда не видел моря.

— Стоишь на берегу и чувствуешь солёный запах ветра, что веет с моря. И веришь, что свободен ты и жизнь лишь началась… И губы жжёт подруги поцелуй, пропитанный слезой.
— Я не был на море.
— Ладно, не заливай. Ни разу не был на море?… Уже постучались на небеса, накачались текилой, буквально проводили себя в последний путь… А ты на море-то не побывал… Не знал, что на небесах никуда без этого? Там, наверху, тебя окрестят лохом.

Ради этой последней в своей жизни цели товарищи сбегают из больницы, угнав со стоянки госпиталя раритетный Mercedes-Benz 230 SL (W113). Чтобы достать денег, Мартин и Руди грабят автозаправку и банк, и полиция начинает их преследование. После этого друзья неожиданно выясняют, что в багажнике автомобиля есть кейс с миллионом немецких марок, а само авто принадлежит боссу гангстеров.
Босс отправляет на поиски автомобиля и кейса двух своих подручных — Хэнка и Абдула, которые и проглядели угон машины. Напарники никак не могут подстроиться друг под друга и постоянно ругаются. Из-за того, что один из них — араб-эмигрант, другой не может отказать себе в удовольствии поучить его немецкой игре слов, а тот не понимает, либо воспринимает всё буквально.
Когда полиция, казалось бы, настигает беглецов, Мартин якобы берёт Руди в заложники. Это позволяет товарищам ненадолго оторваться от полицейских, однако вскоре они оказываются в ловушке между полицейскими и гангстерами. Друзья в очередной раз ускользают, воспользовавшись перестрелкой между преследователями.
Когда друзья останавливаются возле одной из витрин, чтобы полюбоваться картиной с морем, у Мартина опять случается приступ. Руди пытается спасти его, но видит, что лекарство закончилось, и бежит в аптеку, однако его отказываются продавать, так как оно выдаётся только по рецепту. Руди всё же получает необходимое лекарство, припугнув аптекаря пистолетом, и успевает спасти Мартина.
Перед этим друзья остановились в гостинице и составили списки своих желаний, но, поняв, что все выполнить не удастся, решили выбрать по одному из списка другого. Желание Мартина — подарить своей маме, поклоннице Элвиса Пресли, такой же розовый кадиллак, какой певец подарил своей матери.
У дома матери Мартина друзей встречает полицейская засада. Во время задержания товарищей выясняется, что Мартин тоже не видел моря. У Мартина опять случается приступ, однако в машине скорой помощи выясняется, что он просто притворился.
На финишной прямой по пути к морю друзья заезжают в бордель, чтобы исполнить желание Руди: переспать с двумя женщинами одновременно. Заведение принадлежит главе гангстеров, у которого Мартин и Руди угнали автомобиль с миллионом в багажнике, и герои попадают в руки бандитов. Мартин и Руди говорят боссу, что все деньги были потрачены или разосланы по почте различным людям из адресной книги. Эта новость выводит преступного босса из себя. Он наставляет на друзей оружие, но в этот момент входит Кёртис — «босс босса», которому этот миллион и предназначался.
Узнав о цели путешествия Руди и Мартина, Кёртис отпускает товарищей, потому что и сам убеждён:

— На небе только и разговоров, что о море и о закате. Там говорят о том, как чертовски здорово наблюдать за огромным огненным шаром, как он тает в волнах. И еле видимый свет, словно от свечи, горит где-то в глубине…

В финале герои безмолвно бредут к берегу моря, вглядываются в даль, смотрят на волны, любуются красотой моря, к которому так стремились последние дни своей недолгой жизни. Мартин курит сигарету, а потом замертво падает набок, в то время как Руди садится рядом и продолжает смотреть на море.
После титров показывается эпизод, в котором полицейский (друг владельца заправки, ограбленной главными героями) находит у задержанного крупную сумму денег. Тот объясняет стражу порядка, что деньги прислали по почте неизвестные ему Мартин и Руди. Тогда полицейский спрашивает: «Кто же эти небесные ангелы Руди и Мартин?». На что задержанный пожимает плечами.

## В ролях
| Актёр              | Роль                             |
| ------------------ | -------------------------------- |
| Ян Йозеф Лиферс    | Руди Вурлитцер                   |
| Тиль Швайгер       | Мартин Брест                     |
| Мориц Бляйбтрой    | Абдул                            |
| Тьерри Ван Вервеке | Хэнк                             |
| Хуб Стапель        | Фрэнк                            |
| Рутгер Хауэр       | Кёртис                           |
| Корнелия Фробёсс   | мать Мартина                     |
| Мюриэль Баумайстер | медсестра в машине скорой помощи |
| Джанин Кунце       | вторая госпожа Пафф              |
| Кристиана Пауль    | продавщица                       |
| Зёнке Вортман      | режиссёр                         |

## Создание, реакция
«Достучаться до небес» стал самым известным фильмом Томаса Яна. Познакомившись в книжном магазине с Тилем Швайгером, Ян выслал ему позже сценарии двух фильмов, один из которых и заинтересовал Швайгера. В основе сюжета — рассказ, написанный Барри Гиббом и Дэвидом Инглишем, по которому в 1988 году был поставлен фильм «Ястребы». Персонаж Швайгера был назван в честь режиссёра Мартина Бреста, а Руди Вурлитцер — имя киносценариста.
Став соавтором сценария, Швайгер для создания фильма основал компанию Mr. Brown Entertainment, название которой отсылало к персонажу Квентина Тарантино в его фильме «Бешеные псы». После выхода «Достучаться до небес» критики называли Яна «немецким Тарантино», отмечая схожесть его фильма с лентой «Криминальное чтиво» — указывалось на схожесть саундтреков, диалогов, манеры съёмки (например, идентичные «кадры из багажника»). «Достучаться до небес» дал старт карьерам Швайгера, Лиферса и Бляйбтроя.

## Премии и награды
- Московский кинофестиваль, 1997 год.
  - Победитель: лучшая мужская роль — Серебряный «Святой Георгий» (Тиль Швайгер)
  - Номинации: приз за лучший фильм — Золотой «Святой Георгий».
- Deutscher Filmpreis, 1997 год.
- Премия Эрнста Любича, 1997 год.
- Golden Screen, 1997 год.

## Ремейки
В феврале 2009 года было объявлено о выпуске японского ремейка под названием Heaven's Door (режиссёр Майкл Ариас и музыка электронного дуэта Plaid). В отличие от оригинального фильма, главные герои ремейка — 28-летний мужчина и 14-летняя девушка.